# アイビールック
アイビールックは、1950年代にアメリカで生まれたファッションスタイル。1960年代に日本で独自の文化として流行したファッションスタイルでもある。アイビーリーグルック、アイビースタイル、アイビーリーグススタイルとも。
1954年にアメリカの「国際衣服デザイナー協会（英: International Association of Clothing Designers）」が、1950年代にアメリカ東海岸にある名門私立大学の通称「アイビー・リーグ」の学生やOBの間で広まっていたファッションを基に、アイビーリーグモデル（英: Ivy League model）という紳士服のスタイルを発表した。
髪を七三分けにし、ボタンダウンシャツ、三つボタンのブレザー、コットンパンツ、ローファーを着用するのが定番だったとされる。1964年ごろ、アイビールックで銀座のみゆき通りに集まる若者達を「みゆき族」と呼んだ。

## アメリカにおけるアイビールック
1950年代後半に北東部で流行。テレビドラマの『サンセット77』の登場人物の一人がアイビールック・ファッションを基調としていたため知名度と人気が高まった。1960年代後半に「ヒッピー」の台頭によって衰退。
1970年代後半にアイビールックを基にしたファッションスタイル「プレッピー」が登場。

## 日本におけるアイビールック

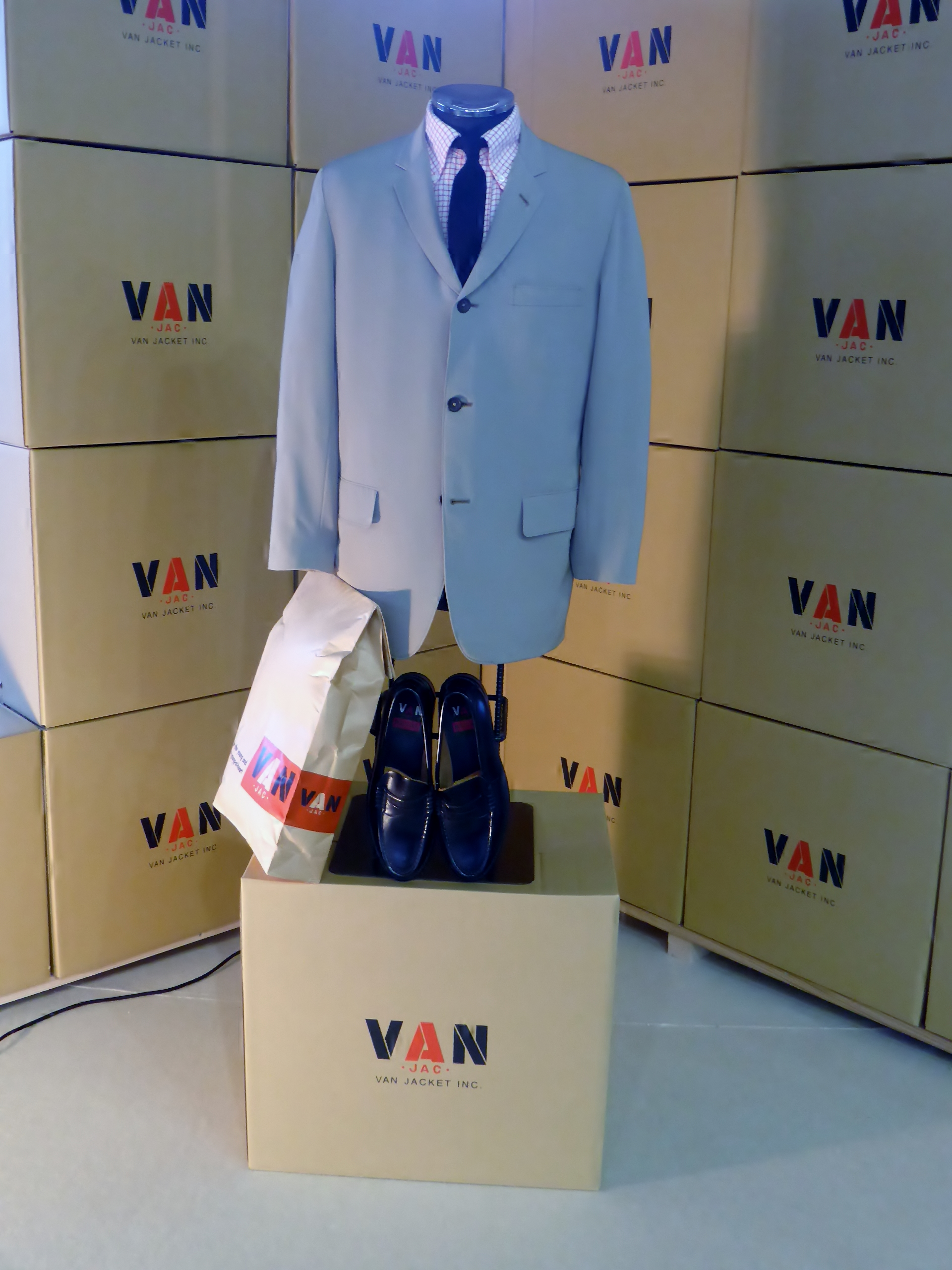
アイビーリーグモデルのジャケット（VAN）

初期に流行を牽引していたのはヴァンヂャケット（VAN）とMEN'S CLUBとなる。
両社は積極的にタイアップし、MEN'S CLUB誌面でアイビールックを取り上げ、ヴァンヂャケットの広告を載せた。ヴァンヂャケットはMEN'S CLUBの何割かを買い取り、それを小売り店に流して販促に使わせる、という構図がうまくはまった。また、定番のコーディネイトとして一つのパターンを作り上げたため、そのルールを守ることで、初心者でも比較的簡単に身に纏うことができた。
1963年には街でアイビールックの素人を撮影し、掲載する「街のアイビーリーガース」というコーナーが始まる。
三洋電機はヤング市場を狙ってVANと連携したアイビーを冠する電化製品を発売し、メディア上でアイビーブランド製品の宣伝を行う。
1964年には平凡パンチが創刊され、アイビールックを広めていく。街にはアイビールックのみゆき族・アイビー族が登場したほか、原宿族もアイビールックが多かったとされる。
1960年代には実際にアイビー・リーグを周り、その学生達の姿を撮影。1965年に『TAKE IVY』という映画と写真集を発表した。写真集は2010年に英訳版がアメリカで販売。2011年に石津謙介生誕100年記念出版として日本でも復刻販売された。

## スタイル

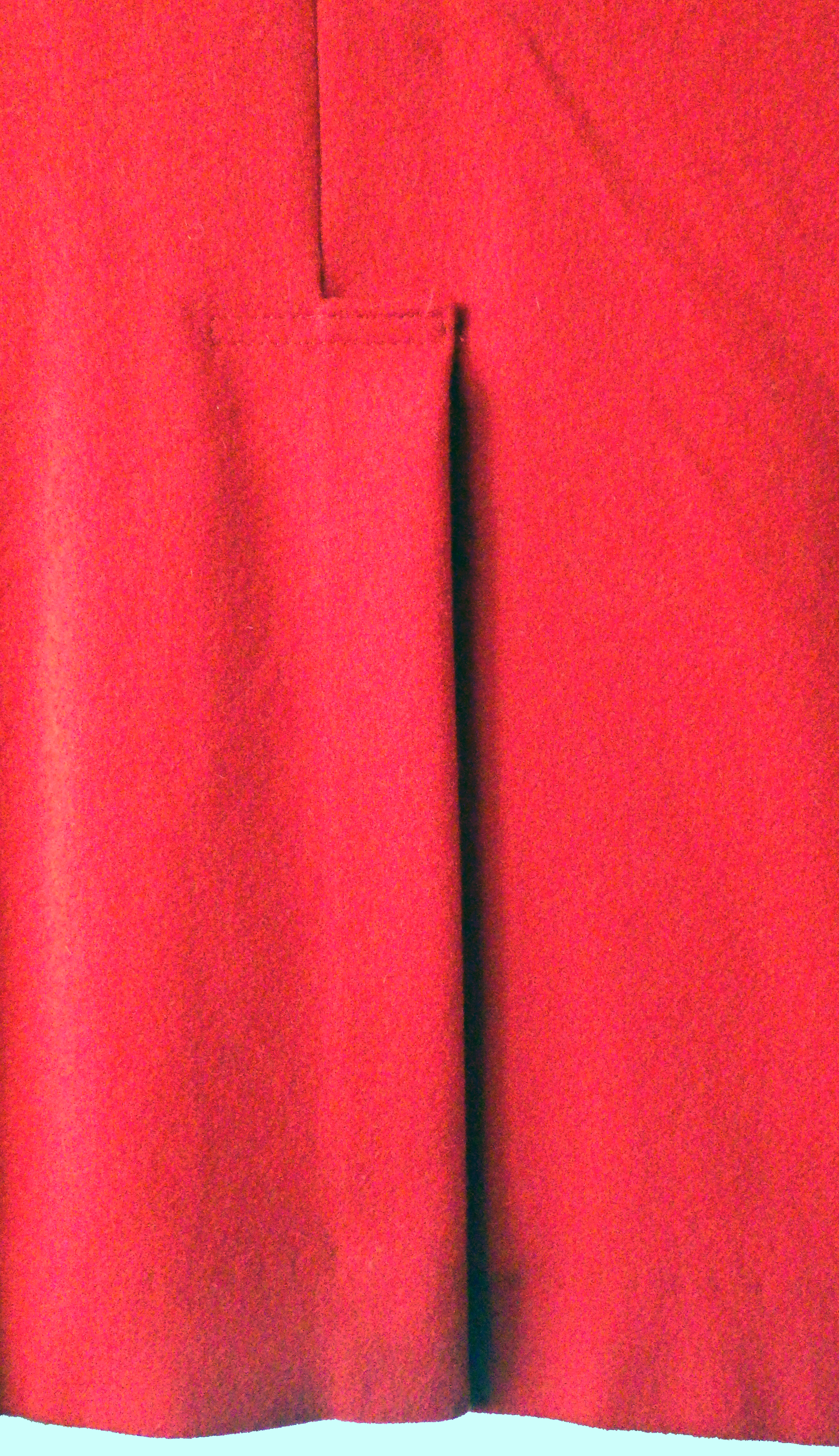
ブレザー後ろ身頃のセンターフックベントの例

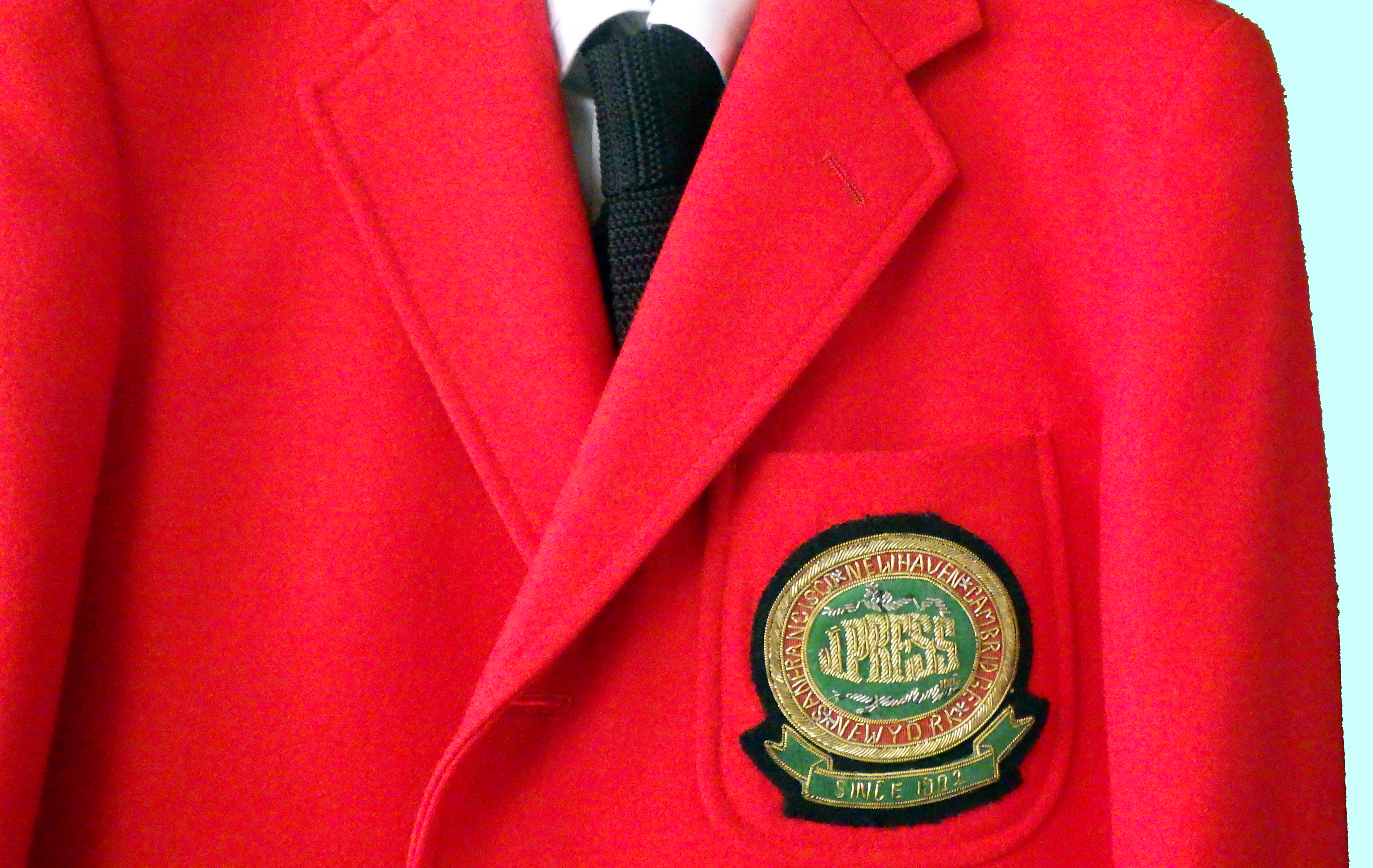
ブレザーの胸ポケットに縫い付けた金属モール製のエンブレム

1920年代のイギリスやアメリカの上流階級のスポーツスタイルが基になっているとされる。
アメリカでは主に「ブルックス・ブラザーズ」、「J.プレス」、「G.H. Bass」といったブランドが、日本国内では主に「VAN（ヴァンヂャケット）」、「JUN」、「リーガル」などといった国内ブランドが使われていた。
以下に、日本において「オーセンティック・アイビー(Authentic IVY)」と呼ばれた組み合わせの例を記載する。

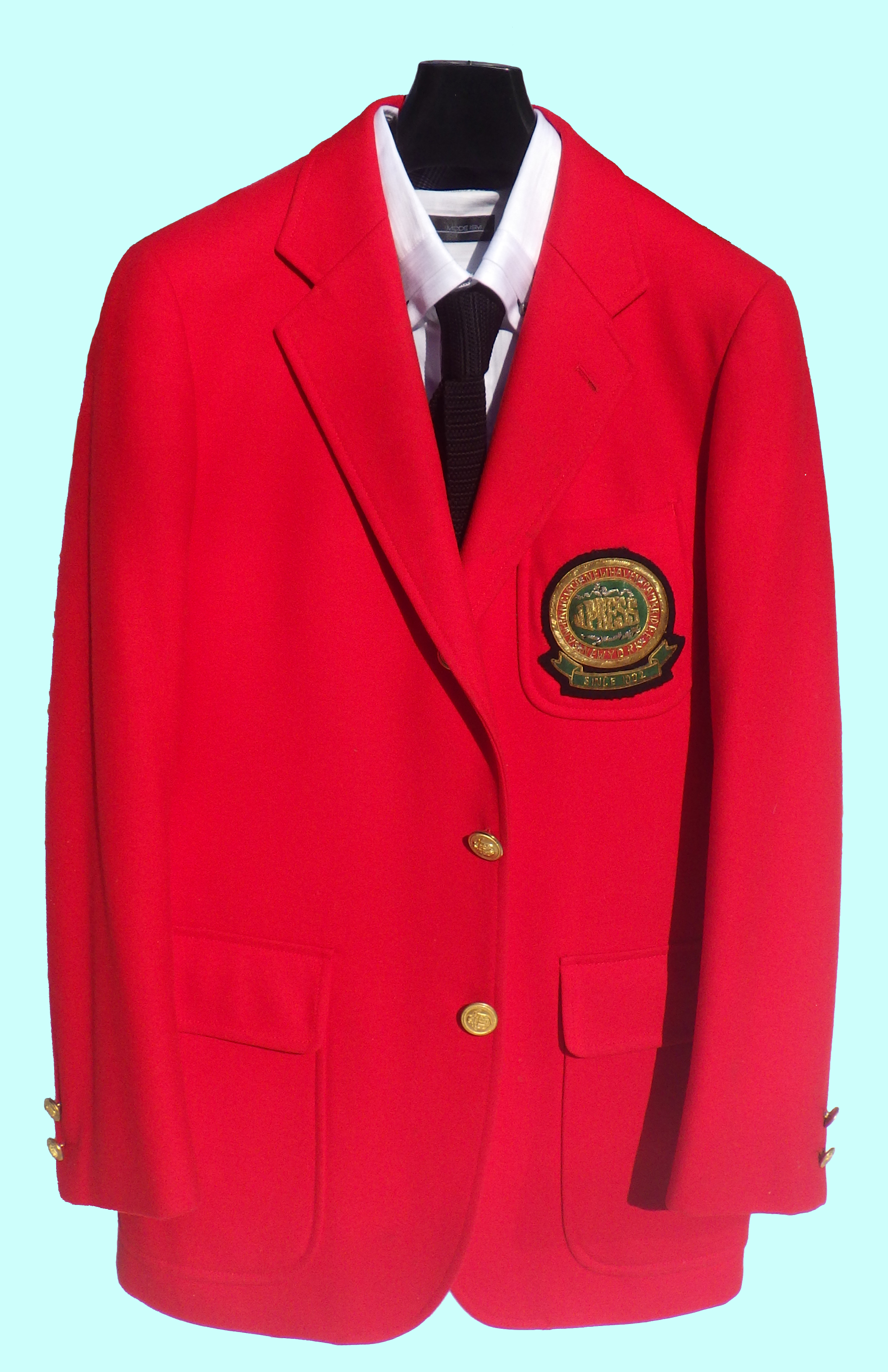
ブレイジングレッドのブレザー　段返り三つボタン中ひとつ掛（J.プレス製）

ブレザー
ダーツも絞りもない、シングルブレストで3つボタンのもの。基本的にボタンは上の2つだけを掛ける（三つボタン上二つ掛）か、中央のひとつだけを掛ける(段返り三つボタン中ひとつ掛)。ボタンは金ボタンで、前ボタンが3つ、袖ボタンが2つずつ。
後身頃のベントはシングルで、最上部が身頃中央の縫い目に対して直角に曲がっているセンターフックベント。
ブレザーの色に関わらず、前身頃の裏、着用した時に見えない部分に、幅2mm程度の赤いモールが施されている。
ポケットはすべてパッチポケットで、腰ポケットにはフラップが付く。胸ポケットには校章などのエンブレムを縫い付けてもよい。
色はネイビーが一般的だが、ブレザーの語源ともいわれるBlazing Red(燃えるような赤)のものも流通していた。
ワイシャツ
オックスフォード織のボタンダウンシャツで、ラペルの先端だけではなく、首の後ろにもボタンが付いている。ボタンはすべて四つ穴で、縫い付けは、クロスステッチ。
後身頃の中央には折り返しと、ハンガーに掛けるためというループが付いている。
カフスはシングルで、カフスボタンは使用しない。
ネクタイ
細めのレジメンタルタイで、結び目は小さくプレーンノットとし、タイピンは使用しない。プレーンノットで結ぶために大剣が長く伸びすぎるときには、ズボンの中に入れてもよい。
ネクタイは、レギュラータイ以外に、ボウタイでもよい。
ただしクレリックのラウンドカラーを着用する場合は、ネクタイはボウタイ。
前述したブレイジングレッドのブレザー着用時に限り、ネクタイは黒のニットタイ。
パンツ
グレイフラノのノータックパンツで、シルエットは普通型かテーパードタイプ。裾は好みに応じてダブル加工を施してもよい。
脇ポケットは、バーティカル・スリット・ポケット。
一時期、身頃の後部腰帯の下に、バックル付きのベルトで、アイビーストラップと呼ばれるパーツのついたものが流行した。
靴
スリッポンタイプの革靴で、ペニーローファーやタッセルローファーなどの種類がある。
デザインはハーフサドルで、つま先部分に左右の皮の合わせ目となる縫い目があり、踵部分にスキー・モックと呼ばれる外縫いのステッチがあるもの。
コート
着用する場合には、キャメルのステンカラーコート。
ヘアスタイル
サイドを短くして、やはり短かめに整えたトップを七三に分ける「アイビーカット」
アクセサリ
前述のとおり、タイピンやカフスなどのアクセサリは付けないが、カラーピンやカレッジリングはその限りではない。また、胸ポケットにつける金属モールのエンブレムも、アクセサリと言える。

## 関連書
- 『TAKE IVY』（en:Take Ivy）林田昭慶・石津祥介・くろすとしゆき・長谷川元、婦人画報社、1965年 ‐ 1960年のアイビーリーグのキャンパス風景を林田が撮影[11]
- 『トラディショナルファッション』 ‐ 中牟田久敬、婦人画報社、1981年 ‐ 欧米のトラディションファッションの有名ブランドを訪問し紹介した[12][13]
- 『 絵本アイビー図鑑』穂積和夫、万来舎、2014年 ‐ 1980年発刊の『絵本アイビーボーイ図鑑』『絵本アイビーギャル図鑑』の続編。
- 『AMETORA(アメトラ) 日本がアメリカンスタイルを救った物語』 デーヴィッド・マークス、DU BOOKS、2017年 ‐ 2015年の原書（英語）で日本のアイビールックの展開について詳述し話題となった[14]